# Peoples Animal Welfare Society
De Peoples Animal Welfare Society is een stichting met een opvangcentrum voor wilde dieren die zijn gebruikt in de film- en entertainmentindustrie in de Verenigde Staten van Amerika. Ze is opgericht in 1984 door Pat Derby en haar man Ed Stewart.
Pat Derby (1943-2013) werkte vele jaren als trainer voor dieren in de filmindustrie van Californië. Beroemdheden als Lassie en Flipper werden door haar voorbereid op hun rol in de naar hen genoemde televisieseries. Over haar ervaringen schreef ze in 1976 haar autobiografie "The lady and her tigers". Daarin onthulde ze grote misstanden bij de behandeling van filmdieren.
In 1984 trok Derby zich definitief terug, kocht een terrein van 23 ha. in San Andreas (Californië) en vestigde daar het opvangcentrum PAWS. Er verblijven leeuwen, tijgers, olifanten en beren. Ze komen niet alleen uit de filmindustrie maar ook uit circussen en dierentuinen.
Over PAWS en het centrum in San Andreas maakte Belinda Meuldijk vier films, die in Nederland zijn uitgezonden door de TROS.